# زواج المثليين في الأقاليم الشمالية الغربية
أصبح زواج المثليين قانونيا في الإقليم الكندي الأقاليم الشمالية الغربية قانونياً منذ 20 يوليو 2005. وبدأ الإقليم الكندي منح تراخيص زواج للأزواج المثليين عند منح الموافقة الملكية على قانون الزواج المدني الفيدرالي.

## الإجراءات القضائية
في ديسمبر 2004، صرح وزير العدل في الأقاليم الشمالية الغربية تشارلز دنت بأن الحكومة لن تصدر تراخيص زواج للأزواج المثليين حتى يصدر قانون من المحكمة أو تشريع فيدرالي. ومع ذلك، أشار إلى أن الإقليم لن يطعن في أي دعوى بشأن هذا الموضوع، وسوف يمتثل لهذا الحكم أو القانون.
في 20 مايو 2005، قام زوجان مثليان من يلونايف، وهما جاسون بيرينو وكولين سنو، بمقاضاة حكومة الأقاليم الشمالية الغربية بسبب حقهما في الزواج، قائلين إن رفضهما ترخيصًا يعد انتهاكًا لحقوقهما المنصوص عليها في الميثاق الكندي للحقوق والحريات. كان من المفترض أن تنظر المحكمة العليا الإقليمية في القضية يوم 27 مايو 2005؛ ومع ذلك، تم تأجيلها لمدة ثلاثة أسابيع بناءً على طلب زوجين أرادوا الحصول على وضع متدخل في القضية لمعارضة زواج المثليين. تقدم النشطاء المؤيدون لـ «العائلة» روبي ولورين ترودل من يلونايف بالتدخل في الدعوى. لقد كانوا أعضاء في الكنيسة الإنجيلية اللوثرية في يلونايف في كندا إلى أن بدأوا مشاركة الأفخارستيا والمنبر مع الكنيسة المتحدة، وهي طائفة التي بدأت بمباركة الاتحادات المثلية. تم منح الزوجين وضع المتدخل، وفي 17 يونيو 2005، ذكرت سي بي سي نورث أن المتدخلين طلبوا وضع الطرف في القضية. إذا كانت المحكمة العليا الإقليمية قد منحت ذلك، لكان قد منحهم المزيد من المشاركة المباشرة في القضية، والحق في الاستئناف في حال حكم القاضي مع طلب المدعين بالسماح بزواج المثليين في الإقليم. تم تأجيل القضية مرة أخرى لمدة ثلاثة أسابيع تقريبًا، وكان من المقرر استكمالها في 6 يوليو. في 30 يونيو، تبخر الدعم المالي لعائلة ترودل. سحب محاميهم خدماته. قررت عائلة ترودل المضي قدمًا بمفردهم، دون تمثيل قانوني.
في 6 يوليو، شهدت روبي ترودل، وحدها، أمام المحكمة العليا. اعتذرت للمحكمة بسبب افتقارها إلى المعرفة بإجراءات المحكمة، وقالت إنها ليست معادية للمثليين: «بينما لا ندعم أو نشجع أو نؤيد أسلوب حياتهم، فإننا لا نحمل أي شيء ضدهم شخصيًا». وقالت إن أولئك الذين يروجون لاستبعاد الأزواج المثليين من الزواج «أصبحوا بلا صوت على المستوى الفيدرالي». في الواقع، فإن المناقشات في مجلس الشيوخ الكندي كانت على قدم وساق في ذلك الوقت. وأعربت عن قلقها إزاء احتمال اضطهاد رجال الدين المسيحيين إذا ما تم تشريع زواج المثليين. وقالت: «إذا نجح الطلب أمام هذه المحكمة، فهناك كل الأسباب للاعتقاد بأن التداعيات ضد أهل الضمير والدين.... ستبدأ قريبًا في الظهور هنا أيضًا». طلبوا من المحكمة عدم فرض التكاليف عليهم: «التكاليف المتكبدة حتى هذه المرحلة تتجاوز بالفعل قدرتنا على الدفع».
لم يصدر حكم من المحكمة العليا الإقليمية، بعد الموافقة الملكية على قانون الزواج المدني، الذي ألغى قانون زواج المنطقة تلقائيًا بحيث شمل الأزواج المثليين. حصل الزوجان الذان طعنا في قانون الإقليم الشمالي الغربي على 5,000 دولار كندي كرسوم قانونية لتغطية تكاليف المحكمة، وفقًا لما قرره القاضي. في 17 أكتوبر 2005، أمرت قاضية المحكمة العليا فرجينيا شولر الحكومة الفيدرالية، وبالتالي دافعي الضرائب الكنديين، بتسديد المدعين عن التكاليف التي تكبدوها خلال الطعن القانوني.

## تشريعات الإقليم
في يونيو 2002، أقرت الجمعية التشريعية للأقاليم الشمالية الغربية تعديلات على «قانون التبني» التي تسمح للشركاء لأزواج المثليين بتبني الأطفال بشكل مشترك، وتغيير تعريف الزوج في «قانون الأسرة» لمنح الأزواج المثليين حقوقًا قانونية محدودة. صدر تشريع آخر في مارس 2005.
في 7 مارس 2017، أقرت الجمعية التشريعية «قانون الزواج». يعرّف القانون الزواج بأنه «اتحاد طوعي لشخصين لاستبعاد الآخرين»، ويستخدم لغة محايدة جندريا عند الإشارة إلى الزوجين. حصل على موافقة ملكية في 10 مارس، ودخل حيز التنفيذ في 1 يونيو 2017.